# Параемхеб
Параемхеб (*XIII ст. до н. е.) — давньоєгипетський діяч XVIII династії, верховний жрець Ра у Геліополісі за правління фараона Хоремхеба.

## Життєпис
Походив з родини місцевої знаті. Розпочав військову кар'єру за часів фараона Аменхотепа III. За часів Аменхотепа IV та Тутанхамона просунувся державними щаблями. За фараона Хоремхеба, що, напевне, був військовим колегою Параемхеба, стає верховним жерцем Ра. Отримує почесний титул Великого Початку в Будинку Ра.
Можливо, помер за часів Рамсеса I або Сеті I. Новим верховним жерцем став Бак.